# 天主教大阪暨高松總教區
天主教大阪暨高松總教區（日语：／ katorikku ōsaka daishikyōku ?）是天主教會在日本大阪設置的總教區，也是日本三個總教區之一，管轄範圍為大阪府、和歌山縣、兵庫縣、香川縣、德島縣、高知縣和愛媛縣7個府縣。

## 現況
大阪暨高松總教區管轄大阪府、和歌山縣、兵庫縣、香川縣、德島縣、高知縣和愛媛縣7個府縣。2023年，總教區有51,413名教友、105個堂區、85個聖堂和183名司鐸（67名教區司鐸、106名修會司鐸）、4位執事、18位修士、592位修女和3修生。
總教區下轄京都教區、廣島教區和名古屋教區。現任總主教為前田萬葉樞機，輔理主教為酒井俊弘，榮休總主教為池長潤。

## 歷史

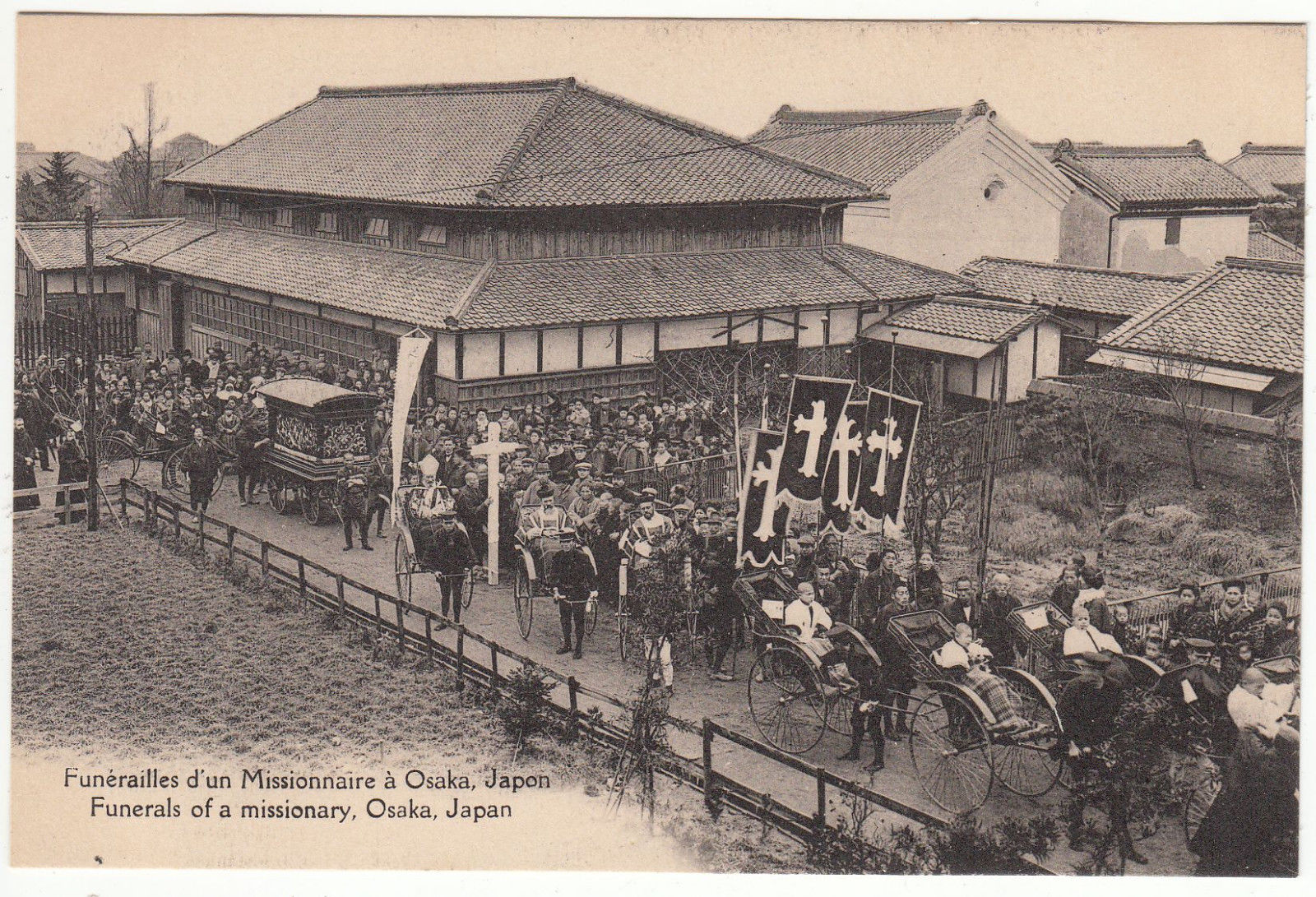
約1910年，在大阪的傳教士葬禮

1888年，聖座將日本近畿、中國、四國等3個地方從日本南緯宗座代牧區（長崎總教區前身）分出，設置日本中部宗座代牧區，並委託巴黎外方傳教會主持教務。
隨著日本建立聖統制，中日本宗座代牧區於1891年6月15日升格為大阪教區。教區於1904年、1923年、1937年分出四國宗座監牧區（高松教區前身）、廣島宗座代牧區（廣島教區前身）、京都宗座監牧區（京都教區前身），成為今日的管轄範圍。1969年6月24日，大阪教區升格為大阪總教區，成為日本第三個總教區。
2023年8月15日，聖座決定把大阪總教區及高松教區合併成立大阪暨高松總教區，首任總主教為前田萬葉樞機。

## 外部連結
- 天主教大阪暨高松總教區官方網站 （页面存档备份，存于）